# Neomarica latifolia
Neomarica latifolia är en irisväxtart som först beskrevs av Pierfelice Ravenna, och fick sitt nu gällande namn av A.Gil. Neomarica latifolia ingår i släktet Neomarica och familjen irisväxter. Inga underarter finns listade i Catalogue of Life.